# 克拉西利夫卡 (白采爾克瓦區)
49°17′56″N 30°20′41″E / 49.29889°N 30.34472°E
克拉西利夫卡（烏克蘭語：Красилівка）是位於烏克蘭北部的村莊，由基辅州白采爾克瓦區的斯塔維謝市鎮負責管轄。該村始建於1690年，面積3.6平方公里，海拔高度196米，2001年人口1,010，人口密度每平方公里280.6人。